# Hunter River, New South Wales
Hunter River är en av de större floderna i New South Wales i Australien. Den rinner upp i bergskedjan Liverpool och rinner först i sydlig riktning för att sedan böja av mot öster och rinna ut i Tasmanhavet vid Newcastle, New South Wales, som är den andra största staden i New South Wales och har en viktig hamn. Den nedre delen av flodfåran formar ett öppet och vindpinat deltaområde. 

## Galleri

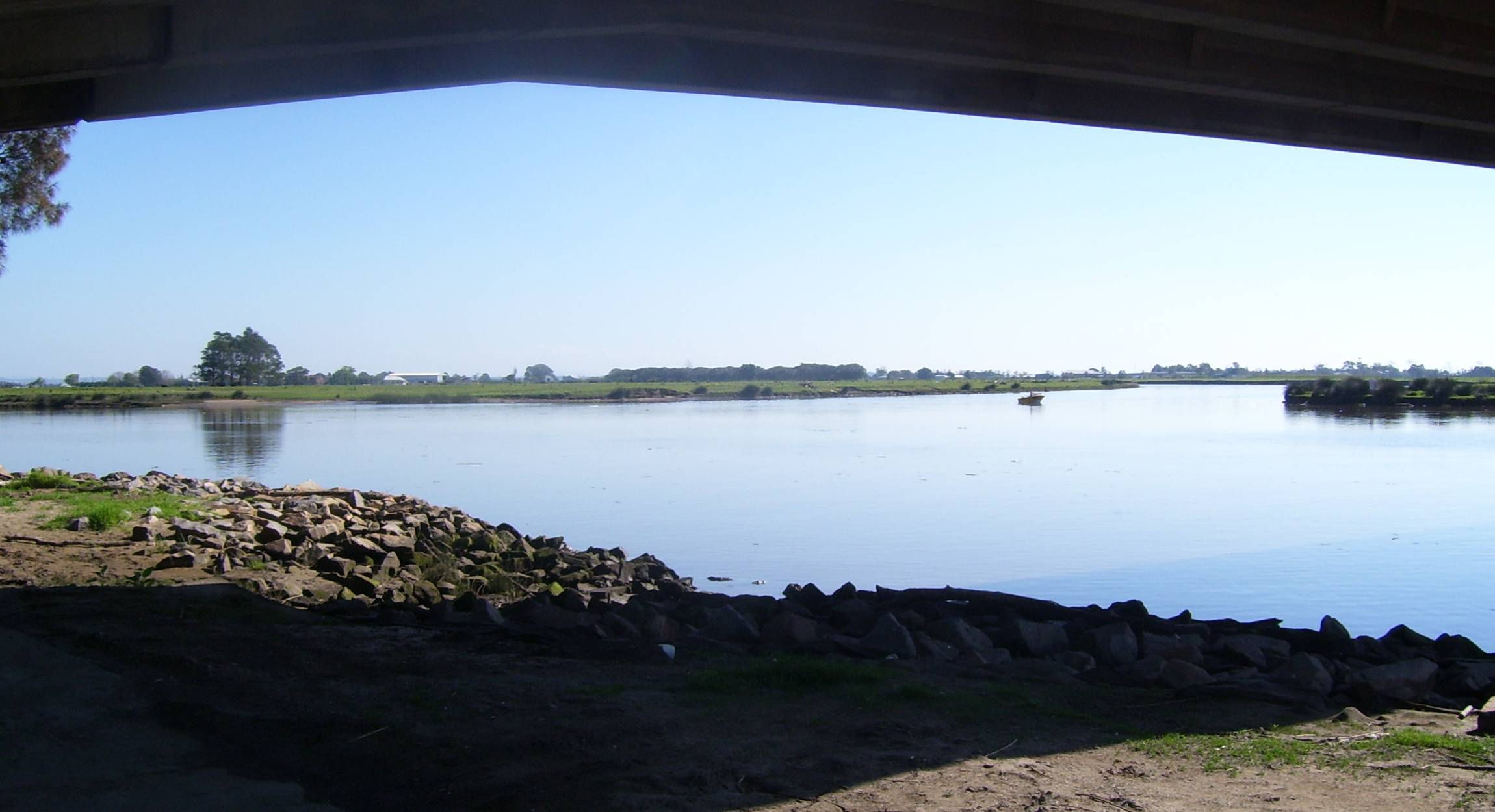
Sammanflödet av Hunter och Williams vid Raymond Terrace.
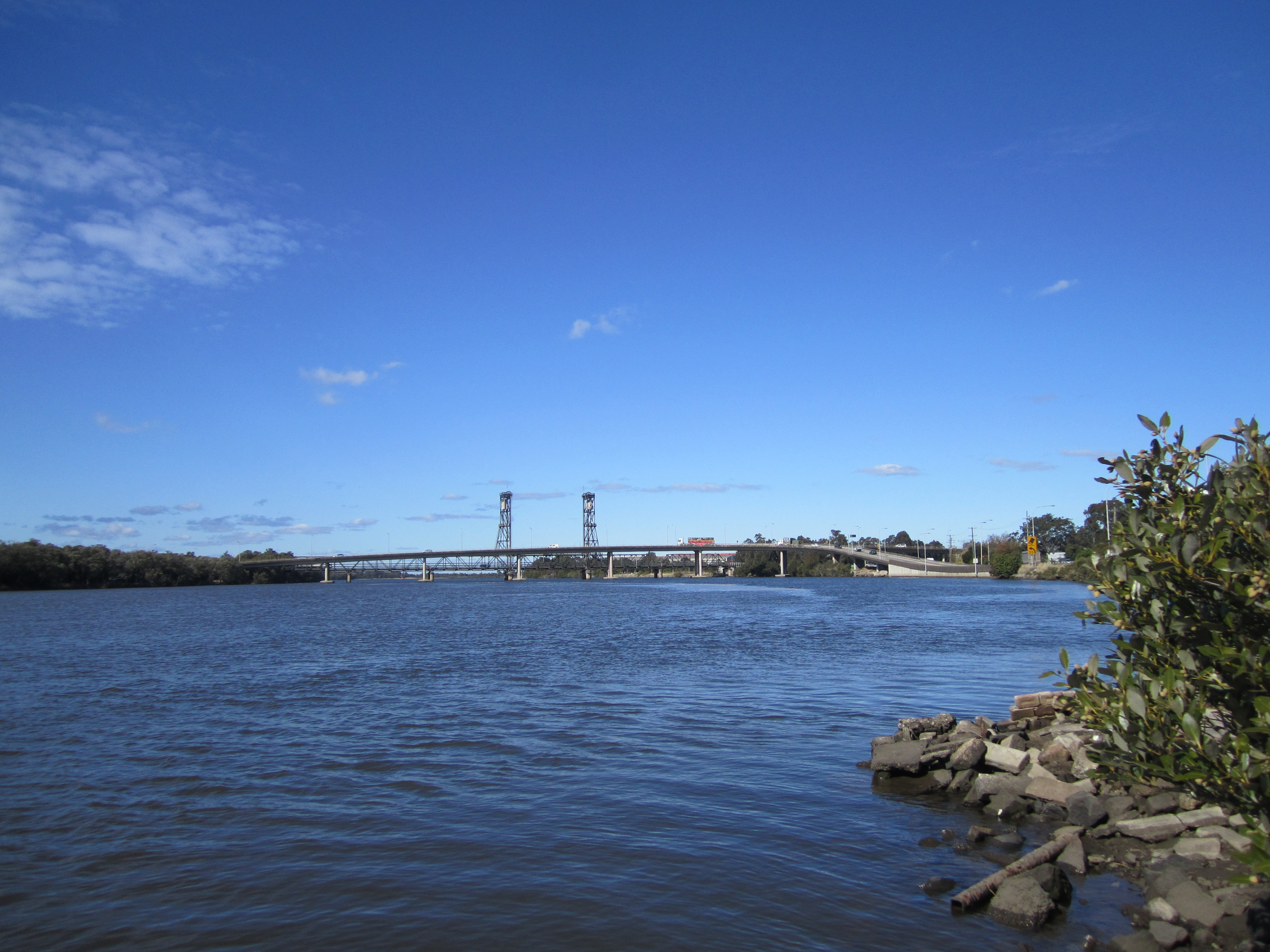
Broar över Hunter River mellan Tomago och Hexham.
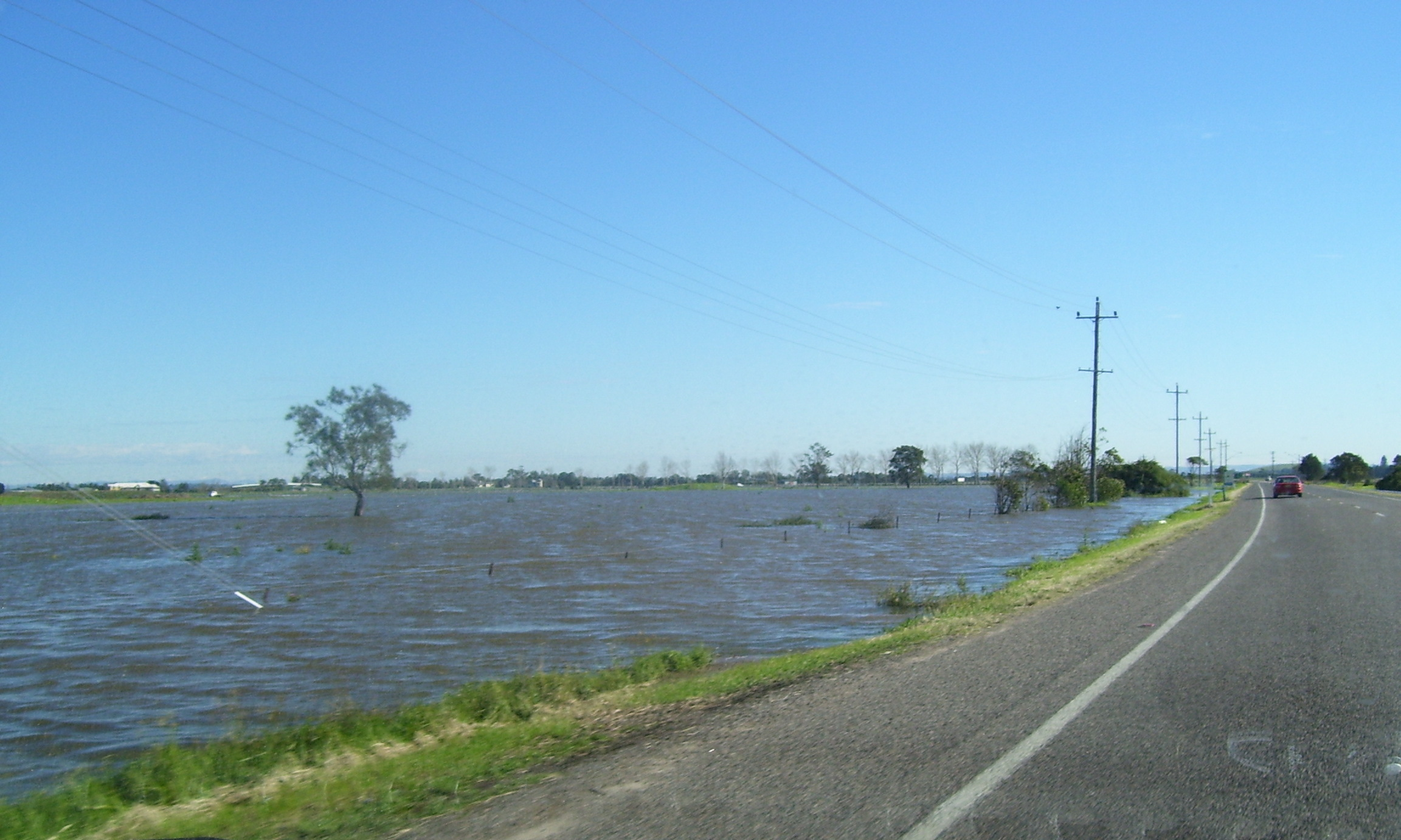
Översvämning av Hunter River och Williams på slätten Nelson under 2007.
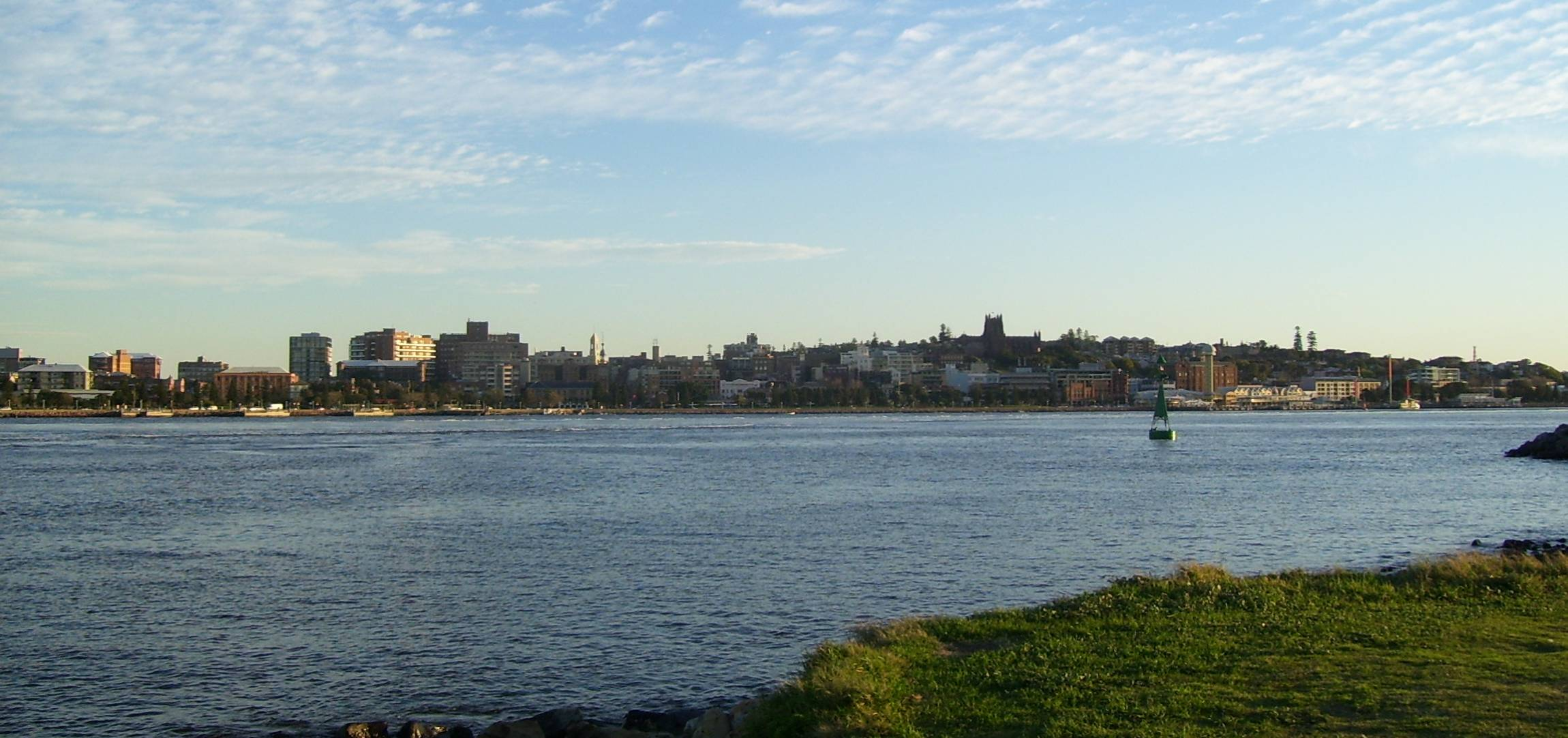
Flodmynningen sedd från Stockton i riktning mot Newcastle.